# Cardioversió
La cardioversió és un procediment mèdic mitjançant el qual una freqüència cardíaca anormalment ràpida (taquicàrdia) o una altra arrítmia cardíaca es converteix en un ritme normal mitjançant electricitat o fàrmacs. La cardioversió elèctrica sincronitzada utilitza una dosi terapèutica de corrent elèctric al cor en un moment concret del cicle cardíac, restaurant l'activitat del sistema de conducció elèctrica del cor. La desfibril·lació utilitza una dosi terapèutica de corrent elèctric al cor en un moment aleatori del cicle cardíac i és la mesura de reanimació més eficaç per a l'aturada cardíaca associada a la fibril·lació ventricular i la taquicàrdia ventricular sense pols.) La cardioversió farmacològica utilitza medicaments contra l'arrítmia en lloc d'una descàrrega elèctrica.